# Tipic masculin
Tipic masculin (A Guy Thing) este un film romantic de comedie din 2003 regizat de Chris Koch și cu Jason Lee, Julia Stiles și Selma Blair în rolurile principale.

## Distribuție
- Jason Lee - Paul Morse
- Julia Stiles - Becky Jackson
- Selma Blair - Karen Cooper
- James Brolin - Ken Cooper
- Shawn Hatosy - Jim
- Lochlyn Munro - Ray Donovan
- Diana Scarwid - Sandra Cooper
- David Koechner - Buck Morse
- Julie Hagerty - Dorothy Morse
- Thomas Lennon - Pete Morse
- Jackie Burroughs - Aunt Budge
- Jay Brazeau - Howard
- Larry Miller - Minister Ferris
- Matthew Walker - Minister Green
- Dylan Winner - Moni Young
- Fred Ewanuick - Jeff
- Lisa Calder - Tonya
- Victor Varnado - Hansberry